# Chelemys
Chelemys là một chi động vật có vú trong họ Cricetidae, bộ Gặm nhấm. Chi này được Thomas miêu tả năm 1903. Loài điển hình của chi này là Akodon megalonyx Waterhouse, 1845.

## Các loài
Chi này gồm các loài: